# Niek Voogt
Niek Voogt, né le 15 janvier 2001, est un coureur cycliste néerlandais. 

## Biographie
Niek Voogt est né en janvier 2001. Il réside habituellement à Ouderkerk-sur-l'Amstel. Dans les catégories de jeunes, il participe à des compétitions en cyclo-cross et sur route. Le coureur néerlandais finit toutefois par privilégier cette dernière discipline. Il obtient son premier résultat notable au niveau international en 2019, lorsqu'il finit dixième du Tour de Haute-Autriche juniors.
En 2023, il intègre la nouvelle équipe continentale Scorpions Racing. Avec cette structure, il termine troisième d'une étape de la Carpathian Couriers Race et huitième du Baltic Chain Tour. Il est également sélectionné en équipe nationale. Sous les couleurs des Pays-Bas, il participe notamment à la Course de la Paix espoirs, où il se classe cinquième de la dernière étape et seizième du classement général. 
Pour la saison 2024, il s'engage avec la formation Parkhotel Valkenburg, après la disparition de Scorpions Racing,. Au mois de septembre, il s'impose sur une étape du Tour du lac Poyang. Il s'agit de sa première victoire acquise sur une course inscrite au calendrier de l'UCI.

## Palmarès et résultats

### Palmarès par année
- 2024
  - 4e étape du Tour du lac Poyang

### Classements mondiaux
| Année                                 | 2023  | 2024  |
| ------------------------------------- | ----- | ----- |
| Classement mondial                    | 3025e | 1583e |
| UCI Europe Tour                       | 1610e | nc    |
|                                       |       |       |
| Légende : nc = non classéSource : UCI |       |       |